# 風間麻衣
風間 麻衣（かざま まい、1978年12月28日 - ）は、日本のAV女優。
1998年から活動。

## 作品

### 写真集
- “MAI”1999年　いれぶん出版

### アダルトビデオ
1998年
- 麻衣フェアレディー（Venus）
- 逢いたいよ、舐めたいよ（ティファニー）
- 高級おしゃぶりバスガイド（ミス・クリスティーヌ）
- アソコいっぱいの愛（ティファニー）
- 最終名器（サム）
- ナースの濡れた尻（ミス・クリスティーヌ）
- ラビアンローズ（Venus）
- 禁じられたパンティ（テンビデオ）
- 新 校内写生U（ウルトラ） 盗殺マニアVS女子高生 (V) 1998.12.01 共演:白石琴子、吉井美希、風間麻衣、美咲レイラ、渡辺寿美枝、スリーヴィ・ジャパン

1999年
- 秘性破壊（シェール）

不明
- 快楽絶叫（Tコンテンツ）
- おしめりエンジェルズ2（ティファニー）出演者 夕樹舞子、風間麻衣、鈴木くるみ、吉野サリー、伊沢涼子、百瀬あかね、RIKA
- 淫乱ぐちゃ（h.m.p）共演:草凪純、小川明日香、風間麻衣、有賀美穂、中山美礼、白木美保